# Давід Говорка
Давід Говорка (чеськ. David Hovorka, нар. 7 серпня 1993, Кладно) — чеський футболіст, захисник клубу «Славія» (Прага).

## Ігрова кар'єра
Народився 7 серпня 1993 року в місті Кладно. Розпочав займатись футболом в «Кладно», а 2002 року потрапив до академії «Спарти» (Прага). 2012 року потрапив до заявки основного складу «Спарти» (Прага), втім за першу команду так і не дебютував, виступаючи за дубль, у якому був капітаном команди.
У січні 2014 року був відданий в оренду в «Градець-Кралове», де провів 7 матчів у Другій лізі, а наступний сезон провів також на правах оренди у «Вікторі Жижков», що теж виступала у другому за рівнем дивізіоні країни.
Влітку 2015 року Говорка підписав контракт на три роки за «Слованом» (Ліберець). До нової команди Давід перейшов разом із тренером Їндржихом Трпишовським, а також кількома гравцями. 27 липня 2015 року Говорка дебютував у вищому дивізіоні Чехії в матчі з «Младою Болеслав» (4:2). Протягом наступного півтора року був основним гравцем клубу, взявши участь у 36 матчах чемпіонату.
На початку 2017 року повернувся в «Спарту» (Прага). До кінця сезону взяв участь у 19 матчах чемпіонату, після чого в червні 2018 року був відданий в оренду в «Яблонець». Станом на 31 серпня 2018 року відіграв за команду з Яблонця-над-Нісою 4 матчі в національному чемпіонаті.

## Збірна
Незважаючи на те, що він не виступав за молодіжні збірні, він був викликаний до національної збірної Чехії в серпні 2017 року на матчі відбору на чемпіонат світу 2018 року проти Німеччини та Північної Ірландії, втім на поле не виходив.

## Титули і досягнення
- Чемпіон Чехії (2):

«Славія»: 2019–20, 2020–21
- Володар Кубка Чехії (1):

«Славія» (Прага): 2020–21